# Cantón de Nancy-Norte
El cantón de Nancy-Norte era una división administrativa francesa, que estaba situada en el departamento de Meurthe y Mosela y la región de Lorena.

## Composición
El cantón estaba formado por una fracción de la comuna que le daba su nombre:
- Nancy (fracción)

## Supresión del cantón de Nancy-Norte
En aplicación del Decreto nº 2014-261 de 26 de febrero de 2014, el cantón de Nancy-Norte fue suprimido el 22 de marzo de 2015 y la fracción de la comuna que le daba su nombre se unió con las demás fracciones para que, por medio de una reestructuración cantonal, fueran creados los nuevos cantones de Nancy-1, Nancy-2, Nancy-3 y Nancy-4.